# Lhamana
Lhamana, na cultura Zuni tradicional, é o termo que designa os homens que assumem os papéis sociais e cerimoniais normalmente desempenhados por mulheres, pelo menos algumas vezes. Eles usam uma mistura de roupas femininas e masculinas, e grande parte de seu trabalho é nas áreas geralmente ocupadas por mulheres. Alguns lhamana contemporâneos participam da comunidade de dois espíritos .
O lhamana mais famoso foi We'wha (1849-1896), que em 1886 fez parte da delegação Zuni a Washington DC, onde se reuniram com o presidente Grover Cleveland.

## Papel social
Relatos do século XIX observam que os lhamana, embora vestidos com "trajes femininos", eram frequentemente contratados para trabalhos que exigiam "força e resistência", como caçar animais grandes e cortar lenha.
Além de fazer trabalhos pesados, alguns povos lhamana se destacaram em artes e ofícios tradicionais, como cerâmica e tecelagem. We'wha, em particular, era um famoso tecelão.
Os pronomes masculinos e femininos têm sido usados para pessoas lhamana .
 
Embora geralmente visto pelos colonialistas europeus e adeptos modernos dos estudos queer como gay, LGBT ou transgênero, o Zuni lhamana, como outros papéis sociais, culturais e cerimoniais indígenas, existe em uma matriz indígena. Os escritores indígenas sobre esses papéis acham que essas identidades não podem ser reduzidas apenas ao desejo do mesmo sexo ou adesão a um conjunto convencional de papéis de gênero, mesmo os transgêneros modernos ou os mais restritos ao gênero .